# 소우시 내친왕 (1247년)
소우시 내친왕(일본어: 綜子内親王 そうしないしんのう[*], 호지 원년 10월 9일 (1247년 11월 7일) - 분에이 6년 3월 1일 (1269년 4월 3일))은 가마쿠라 시대 중기의 황족이자 여원이자 여류가인이다. 여원호는 겟카몬인(月華門院)이다. 고사가 천황의 1황녀이고, 어머니는 중궁 사이온지 키츠시 (오오미야인)이다. 고후카쿠사 천황의 동복 동생으로, 카메야마 천황의 동복 누나이다.

## 약력
호지 원년 (1247년) 10월 9일, 고사가 천황의 1황녀로 태어나, 같은 해 11월에 내친왕 선하를 받았다. 호지 2년 (1248년) 3월, 안키몬인 쿠니코 내친왕의 유자가 되었다. 고초 3년 (1263년) 7월에 준삼궁, 원호 산하를 받아 겟카몬인 (月華門院)이라 칭했다. 분에이 6년 (1269년) 3월 1일, 23세의 나이로 사망했다. 부모는 그녀의 죽음을 크게 한탄했다고 한다.

## 인물
『마스카가미(増鏡)』에서 미나모토노 요시히토와 은밀히 통했다고 하는데, 미나모토노 모토아키와도 관계를 맺고 있었다고 한다. 사인에 대해서는 낙태 가 실패했기 때문이라고도 한다.
와카를 즐겼고, 『쇼쿠코킨와카슈(続古今和歌集)』에 8수, 그 이후의 칙찬 와카집에 20수가 들어가 있다.
어떻게 되면 언제나 알 수 없는 해질녘의 바람에 가을은 더욱 꾸짖는다

いかなればいつともわかぬ夕暮の風さへ秋はかなしかるらむ— 쇼쿠코킨와카슈 (続古今和歌集) 369